# Альтхайм (культура)
Культура Альтхайм (иногда Группа Альтхайм, Альтхаймская культура, альтгеймская культура) — «культурный феномен» раннего неолита, около 3800 — 3400/3300 гг. до н. э., процветавший в период 3650 — 3450 г. до н. э.. Является локальным вариантом культуры воронковидных кубков.
Название происходит от земляного сооружения близ Альтхайм-Эссенбаха в Нижней Баварии. Определение культуры на основании местных находок дал археолог Пауль Райнеке.
Культура была распространена в Нижней Баварии и на юге верхнего Пфальца. На западе достигает реки Лех, а на востоке — реки Инн.
Исключительно хорошо сохранились предметы данной культуры в Пестенакере (округ Вайль).

## Характеристика
Альтхаймская керамика имела весьма характерный внешний вид. Были распространены сосуды без украшений с отпечатками пальцев или аркадными карнизами и наносными слоями глины.
Кремнёвые орудия альтхаймской культуры чаще всего представляют собой изготовленные из грубых кусков кремня орудия. Для сбора урожая использовались серпы из кремня, происходящего из Байерсдорфа, представляющие собой техническую новинку по сравнению с прежними композитными серпами.
Захоронения альтхамской культуры почти неизвестны. Предполагается, что большинство населения подвергалось захоронению ещё неизвестным пока способом. В Эргольдинг-Фишергассе обнаружено захоронение человека в сидячем положении, а в Штефанспошинге — два сидячих захоронения и одно захоронение с кремированными останками.
Альтхаймская культура — первая археологическая культура юга Баварии, которая начала использовать медь. Тем не менее, медных предметов найдено мало, среди них — медный топор из Альтхайма.

## Поселения
Из 200 известных археологических сайтов большинство представляют собой поселения на твёрдой минеральной почве. Некоторые окружены рвами.
Земляные сооружения типа рвов были очень распространены в раннем неолите. Нередко земляное сооружение относится к целой группе поселений и, возможно, является центральной точкой общины. Эти земляные сооружения обычно сооружались на холмистых террасах или обрывистых склонах. Территорию поселения обычно ограничивали до трёх рвов (со стороны обрыва рвы, как правило, отсутствовали).
Наряду с поселениями на минеральной почве в Баварии на берегах озёр и на островах встречаются свайные постройки. Во влажной почве сохранились многочисленные строительные элементы этих зданий и даже изделия из ткани (например, остроконечный колпак), что позволяет существенно раширить наши знания об их образе жизни и хронологии.
От домов, сооружённых на твёрдой минеральной почве, сохранились только фундаменты.

## Рацион
При раскопках в Пестенакере обнаружены останки коров, овец, коз, свиней, собак и лошадей. Длительное время считалось, что лошади были одомашненными. Новые исследования показывают, что кости лошадей относились к низкорослым диким тарпанам, которые могли употребляться в пищу наряду с оленями, дикими кабанами, различной птицей и рыбой, медведями, бобрами и даже черепахами.